# X Гидры
X Гидры (лат. X Hydrae), HD 83048 — двойная звезда в созвездии Гидры на расстоянии (вычисленном из значения параллакса) приблизительно 1289 световых лет (около 395 парсек) от Солнца. Видимая звёздная величина звезды — от +13,6m до +7,2m.
Зарегистрировано излучение H2O-, и SiO-мазера*.

## Характеристики
Первый компонент — красный гигант, пульсирующая переменная звезда, мирида (M) спектрального класса M7e-M8,5e, или M7-8+e, или Md. Масса — около 1,610 солнечной, радиус — около 636,244 солнечного, светимость — около 3801,894 солнечной. Эффективная температура — около 3286 K.
Второй компонент — красный карлик спектрального класса M. Масса — около 380,31 юпитерианской (0,363 солнечной). Удалён в среднем на 1,61 а.е..